# Ruth Baker Pratt

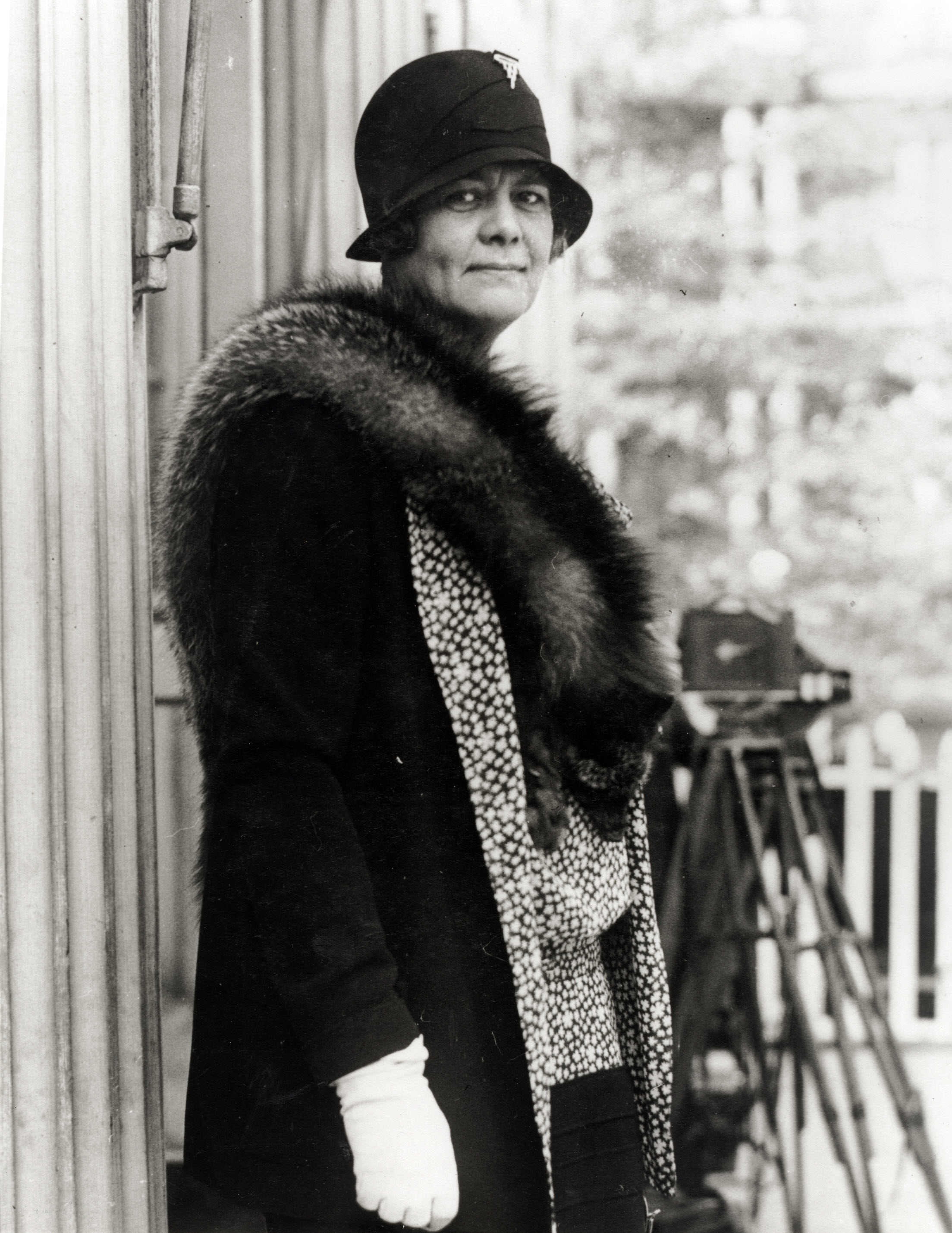
Ruth Baker Pratt

Ruth Sears Baker Pratt (* 24. August 1877 in Ware, Massachusetts; † 23. August 1965 in Glen Cove, New York) war eine US-amerikanische Politikerin. Zwischen 1929 und 1933 vertrat sie den Bundesstaat New York im US-Repräsentantenhaus.

## Werdegang
Ruth Sears Baker Pratt besuchte Privatschulen und das Wellesley College in Massachusetts. Sie zog 1894 nach Greenwich (Connecticut) und von dort 1904 nach New York City. 1925 saß sie im Board of Aldermen von New York City. Sie war die erste Frau, welche diesen Posten bekleidete. 1927 wurde sie wiedergewählt. Sie hielt die Stellung bis zum 1. März 1929 inne. Politisch gehörte sie der Republikanischen Partei an. Zwischen 1929 und 1943 war sie Mitglied im Republican National Committee. Als Delegierte nahm sie in den Jahren 1924, 1932, 1936 und 1940 an den Republican National Conventions teil und in den Jahren 1922, 1924, 1926, 1928, 1930, 1936 und 1938 an den Republican State Conventions. Zwischen 1943 und 1946 war sie Präsidentin im Woman’s National Republican Club.
Bei den Kongresswahlen des Jahres 1928 für den 71. Kongress wurde Pratt im 17. Wahlbezirk von New York in das US-Repräsentantenhaus in Washington, D.C. gewählt, wo sie am 4. März 1929 die Nachfolge von William W. Cohen antrat. Sie wurde einmal wiedergewählt. Im Jahr 1930 erlitt sie bei ihrer Wiederwahlkandidatur eine Niederlage und schied nach dem 3. März 1933 aus dem Kongress aus.
Nach ihrer Kongresszeit lebte sie in New York City. Am 23. August 1965 verstarb sie in ihrem Haus The Manor House in Glen Cove. Ihr Leichnam wurde im Pratt Mausoleum beigesetzt.

## Familie
Sie heiratete John Teele Pratt, einen Corporate Attorney, Philanthrop, Musikimpresario und Finanzier. Das Paar hatte fünf gemeinsame Kinder:
- John Teele Pratt junior;
- Virginia Pratt (1905–1979), welche Robert H. Thayer heiratete;
- Phyllis Pratt (1912–1987), welche Paul Henry Nitze heiratete;
- Edwin H Baker Pratt (1913–1975), dessen Sohn der Liedermacher Andy Pratt ist und
- Sally Pratt, welche James Jackson heiratete.